# Hrádek (district de Frýdek-Místek)
Pour les articles homonymes, voir Hrádek.
Hrádek (en polonais : Gródek ; en allemand : Grudek) est une commune du district de Frýdek-Místek, dans la région de Moravie-Silésie, en République tchèque. Sa population s'élevait à 1 894 habitants en 2021.

## Géographie
Hrádek est arrosée par la rivière Olše et se trouve à 9 km au sud-est de Třinec, à 28 km à l'est-sud-est de Frýdek-Místek, à 42 km au sud-sud-est d'Ostrava et à 313 km à l'est-sud-est de Prague.
La commune est limitée par Bystřice au nord, par la Slovaquie à l'est, par Návsí et Milíkov au sud et par Košařiska et Vendryně à l'ouest.

## Histoire
La première mention écrite du village date de 1577.

## Transports
Par la route, Horní Domaslavice se trouve à 9 km de Třinec, à 33 km de Frýdek-Místek, à 54 km d'Ostrava et à 384 km de Prague.